# Jagodina
Jagodina (v srbské cyrilici Јагодина) je město v centrálním Srbsku. Je administrativním centrem Pomoravského okruhu. Město se nachází 28 km východně od Kragujevace a 115 km jihovýchodě od Bělehradu.

## Název
Název města je slovanského původu a je odvozen od jahody. V oblasti se nachází více podobných toponym (Jagodište, Jagodinë apod.) V letech 1946–1992 neslo město název Svetozarevo, v srbské cyrilici Светозарево, podle srbského socialisty Svetozara Markoviće).

## Poloha
Jagodina se nachází na významném dopravním tahu mezi městy Bělehrad a Niš, v údolí řeky Moravy, nedaleko pohoří Juhor. Městem protéká řeka Belica, přítok řeky Moravy.

## Historie
Oblast města je osídlena již od dob existence Keltů. První zmínka o osadě pochází z roku 1399; město samotné je připomínáno také i kvůli pádu do rukou Osmanské říše v roce 1458. Došlo k náhlému pádu počtu obyvatel v souvislosti s příchodem nové vlády. V roce 1555 zde byla budována velká mešita. V roce 1620 je obec připomínána jako vesnice (palanka) na cestě do Cařihradu. Rozvoj obce probíhal velice pomalu. Podle cestovatele Evlije Čelebiho měla v 17. století Jagodina okolo 1500 domů a převážně muslimské obyvatelstvo. Turci jej nazývali Jandunum, v některých záznamech se objevuje název nejspíše z maďarštiny (Eperis). Této době zde také vzniklo kryté tržiště (bezistan).
Po válce v roce 1718 připadla část současného centrálního Srbska na krátkou dobu pod rakouskou nadvládu. V rakouském sčítání lidu z roku 1721 zde žilo 162 rodin. Po roce 1739 se zde opět navrátila turecká moc.
Po druhém srbském povstání, které vedlo k nezávislosti Srbského knížectví, bylo muslimské obyvatelstvo vystěhováno nebo vyhnáno. V blízkosti města se odehrály dvě bitvy; v první vůdce povstalců, Karađorđe Petrović neuspěl, ve druhé dokázal Turky porazit. Roku 1808 zde byla otevřena první škola. Roku 1813 zasáhl město velký požár, při kterém lehla popelem většina budov ve městě. V polovině století zde bylo vybudováno čitalište (čítárna), kde se předčítaly negramotným knihy a časopisy. Později byla instituce tranformována v městskou knihovnu.
V roce 1818 zde žilo asi pět set obyvatel. Díky železničnímu spojení, které bylo zrealizováno v druhé polovině 19. století (1884), zde bylo možné rozvíjet průmyslovou výrobu. Brzy proto vznikla sklárna a pivovar. Vznik sklárny inicioval průmyslník Avram Petronijević. Ten zde také postavil továrnu na kožedělné výrobky.
Během první světové války bylo město okupováno Rakousko-Uherskem, stejně jako celá západní část centrálního Srbska. Osvobozena byla dne 25. října 2018 po prolomení soluňské fronty dohodovými armádami. Na počest padlým byly v Jagodině po válce postaveny tři památníky. Období do druhé světové války nepřineslo Jagodině plno rozvoje, postupně však mizela stará část města (čaršija) a nahrazovaly ji nové ulice a domy v evropském stylu. V roce 1936 byl dokončen dům řemesel (srbsky Zanatski dom) a ve stejný rok později i dům sokolský. Otevřena byla také škola pro piloty královského letectva.
V moderní době se Jagodina rozvíjela především díky svému dobrému dopravnímu spojení se zbytkem Srbska. V roce 1938 zde např. byla zprovozněna továrna na jízdní kola. Mezi lety 1929 až 1941 bylo město součástí tzv. Moravské bánoviny. V roce 1929 byl také do Jagodiny zaveden elektrický proud.
Během druhé světové války zde stahující se německá armáda nechala do povětří vyhodit oba dva mosty přes řeku Belici. Dne 22. září 1946 zde byl odhalen pomník Svetozarovi Markovićovi a jeho jméno tak město neslo od toho dne až do roku 1992. Poválečný rozvoj přinesl rychlý růst počtu obyvatel, který se zvýšil ze zhruba osmi tisíc na třicet pět tisíc.
V roce 1999 byla Jagodina bombardována letouny NATO během Operace Spojenecká síla. V ten stejný rok zasáhly město také povodně, které strhly historickou budovu konaku hajduka Veljka Petroviće.

## Ekonomika
Po druhé světové válce bylo město rozsáhleji industrializováno. Hlavním zaměstnavatelem byla společnost na výrobu kabelů. Mezi další významné podniky patřil již zmíněný pivovar, dále masokombinát Juhor, stavební společnost Biro inženjering a Confezioni Andrea. V roce 2018 průmysl zaměstnával okolo čtyř tisíc lidí.

## Kultura
V Jagodině se nachází Regionální muzeum (srbsky Zavičajni muzej) a od roku 1960 i Muzeum naivního umění. Místní pravoslavný kostel je zasvěcen sv. Petru a Pavlovi, druhý potom archandělu Michalovi. Sídlí zde kulturní centrum Svetozara Markoviće.
V Jagodině se rovněž nachází zoologická zahrada Tigar a akvapark. V okolí města stojí čtyři středověké kláštery (Jošanica, Kalenić, Ravanica a Manasija). Méně navštěvované je dále Arboretum Sretena Adžiće. Uvedené objekty jsou hlavním zdrojem domácí turistiky do Jagodiny.
V roce 2021 byl položen základní kámen výstavby dalšího nového kláštera, který se bude nacházet ve vesnici Šuljkovac.

## Doprava
Severovýchodně od města vede Železniční trať Bělehrad–Niš, jejíž nádraží se nachází v samotném středu města.
V obdobné trase, byť trochu dále od středu Jagodiny je také vedena hlavní dálnice A1.
V blízkosti města je renovováno letiště, které by po dokončení mohlo přijímat lety s letadly do 80 cestujících.

## Známé osobnosti
- Stevča Mihailović, srbský premiér
- Milan Piroćanac, srbský premiér
- Bata Živojinović, srbský herec